# Hermán Adolfo de Lippe-Detmold
Hermán Adolfo de Lippe-Detmold (Detmold, 31 de enero de 1616 - Detmold, 10 de octubre de 1666) fue un gobernante del condado de Lippe-Detmold.

## Biografía
Era el hijo del conde Simón VII de Lippe-Detmold y de su esposa, la condesa Ana Catalina de Nassau-Wiesbaden-Idstein (1590-1622).
En 1659, completó la ampliación del castillo en Horn-Bad Meinberg con una espléndida puerta de entrada barroca. Aun es visible el escudo de armas de Hermán Adolfo y su esposa sobre esta puerta.
Desde 1663 hasta 1664, combatió en la 4ª guerra austro-turca, encabezando una compañía de 140 soldados. Sus soldados retornaron a Lippe después de la Paz de Vasvár.

## Matrimonio e hijos
En 1648, contrajo matrimonio con la condesa Ernestina de Ysenburg-Büdingen-Birstein (9 de febrero de 1614-5 de diciembre de 1665) en Offenbach. Tuvieron cuatro hijos:
- Simón Enrique (13 de marzo de 1649-2 de mayo de 1697), desposó a la burgravina Amalia de Dohna-Vianen (2 de febrero de 1645-11 de marzo de 1700) en La Haya.
- Ana María (20 de febrero de 1651-22 de julio de 1690).
- Ernestina Sofía (9 de marzo de 1652-22 de enero de 1702).
- Juana Isabel (6 de agosto de 1653-5 de junio de 1690), desposó al conde Cristóbal Federico de Dohna-Lauck.

Tras la muerte de Ernestina el 5 de diciembre de 1665, contrajo matrimonio en 1666 con la condesa Amalia de Lippe-Brake (20 de septiembre de 1629-19 de agosto de 1676). Este matrimonio no tuvo descendencia.